# Jullian Danglars
Jullian Danglars è un personaggio dell'anime Il conte di Montecristo  di Mahiro Maeda. Abile banchiere, assetato di denaro, è uno dei tre uomini di cui il conte si vuole vendicare.

## Storia

### Passato
Prima dell'inizio della serie Danglars era uno degli amici più fidati di Edmond Dantès e Fernand de Morcerf. Era avido di denaro ma allora povero, quindi rubava dai conti dell'attività Morrel: Edmond l'aveva scoperto, ma invece di denunciarlo si limitò ad intimargli di smettere. Danglars invece, decise di complottare contro Edmond e suggerisce a Fernard di tradirlo per rubargli la fidanzata di allora Mercédès de Morcerf: il ragazzo segue il consiglio, causando l'incarcerazione di Edmond.

### Presente
Lo rivediamo come il più importante banchiere di Parigi, accecato dal denaro, infatti passa quasi tutto il tempo a speculare in borsa, trascurando la sua famiglia. Verrà ingannato dapprima dal conte, aprendogli un credito illimitato alla sua banca e poi da un suo scagnozzo il truffatore italiano Andrea Cavalcanti. Si farà incantare dalle enormi ricchezze del conte e di Andrea Cavalcanti, arrivando a concedere a quest'ultimo la mano di sua figlia. Dopo aver investito in alcune attività nel mercato, il conte riesce a provocare il crollo della borsa ed a mandare in rovina Danglars. Questi, dopo aver anche scoperto che Andrea Cavalcanti è un truffatore, scappa con tutti i soldi della banca su un'astronave, ma viene raggiunto dal conte, il quale rivela di essere Edmond e lo schernisce per il suo modo di essere. Dopodiché, il conte rivela che l'astronave è carica d'oro e abbandona Danglars.

## Carattere
Per lui conta solo il denaro e come averne di più senza dar conto agli altri. Questa sua filosofia intacca sia sua moglie (infatti venderà il cavallo che la donna amava e non esita più volte ad offrirla come intrattenitrice in cambio di favori ed informazioni sul mercato, sapendo dei suoi continui tradimenti) ma anche sua figlia, Eugénie de Danglars: infatti infischiandosene di quello che la ragazza potesse pensare rompe il fidanzamento con Albert de Morcerf per farla fidanzare con Cavalcanti. Quando perderà il suo patrimonio per il crollo della borsa, deciderà di far sposare Eugénie con Andrea per salvarsi dalla bancarotta. La ragazza non gli perdonerà questa crudeltà non pensando più a lui come un genitore. La sua avarizia gli farà compagnia fino all'ultima sua scena quando portato alla deriva in un'astronave piena d'oro, lo vedremo spogliarsi nudo per amare il denaro.